# Bastilla binatang
Bastilla binatang – gatunek motyla zaliczany do wstęgówek.
Gatunek ten opisany został w 2003 roku przez Jeremyego D. Hollowaya i Scotta E. Millera na podstawie ponad 400 okazów wyhodowanych z Phyllanthus lamprophyllus – jedynej znanej rośliny żywicielskiej gąsienic. Wszystkie pochodziły z 4 stanowisk w pobliżu Madang w  Papui-Nowej Gwinei. Epitet gatunkowy binatang oznacza „owada” w lokalnym języku.
Motyl ten osiąga od 15 do 19 mm długości skrzydeł pierwszej pary, które mają ciemne, fioletowe i brązowawoszare tło. Samiec ma wezykę z pojedynczym kolcem nasadowym, licznymi kolcami dodatkowymi na wyrostku centralnym oraz rzędem czterech kolców w części dystalnej. Wyrostek kostalny w genitaliach samca ma czwarty kolec przynajmniej częściowo zlany z nasadowym.